# Dẫn đường bằng radar chủ động

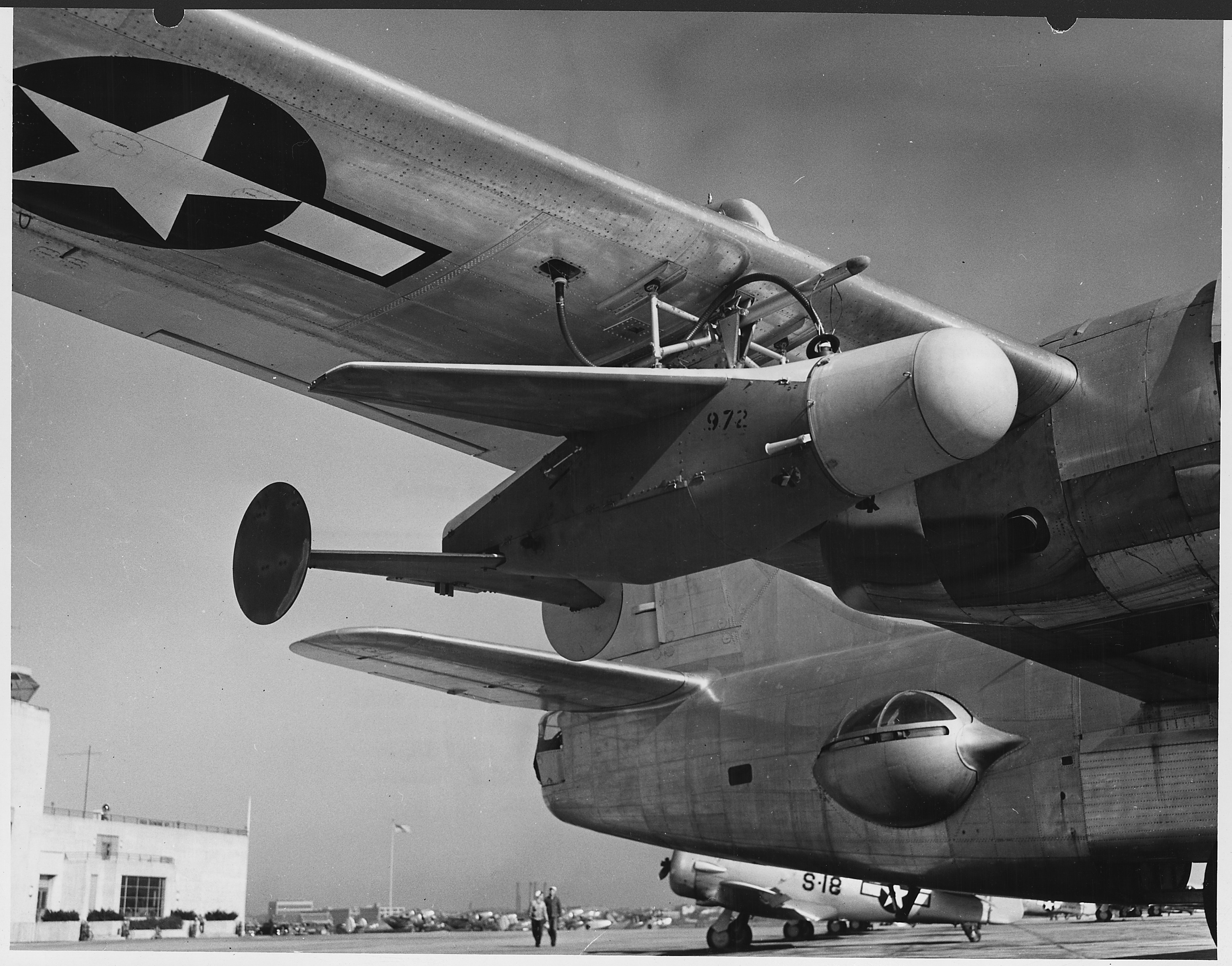
Bom dẫn đường bằng radar BAT

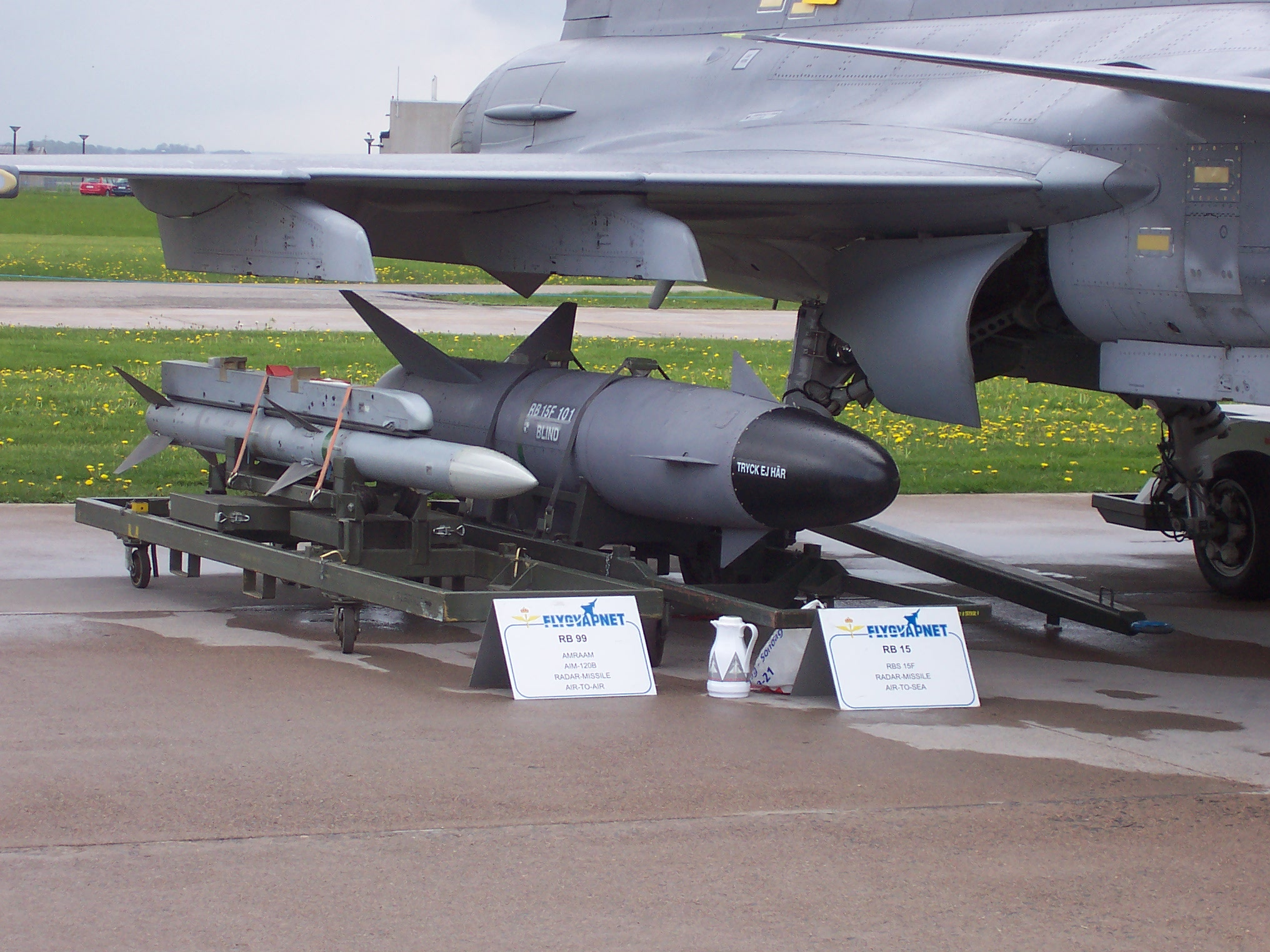
Tên lửa chống tàu RBS-15F (bên phải) dưới cánh của máy bay tiêm kích JAS 39 Gripen vào năm 2007

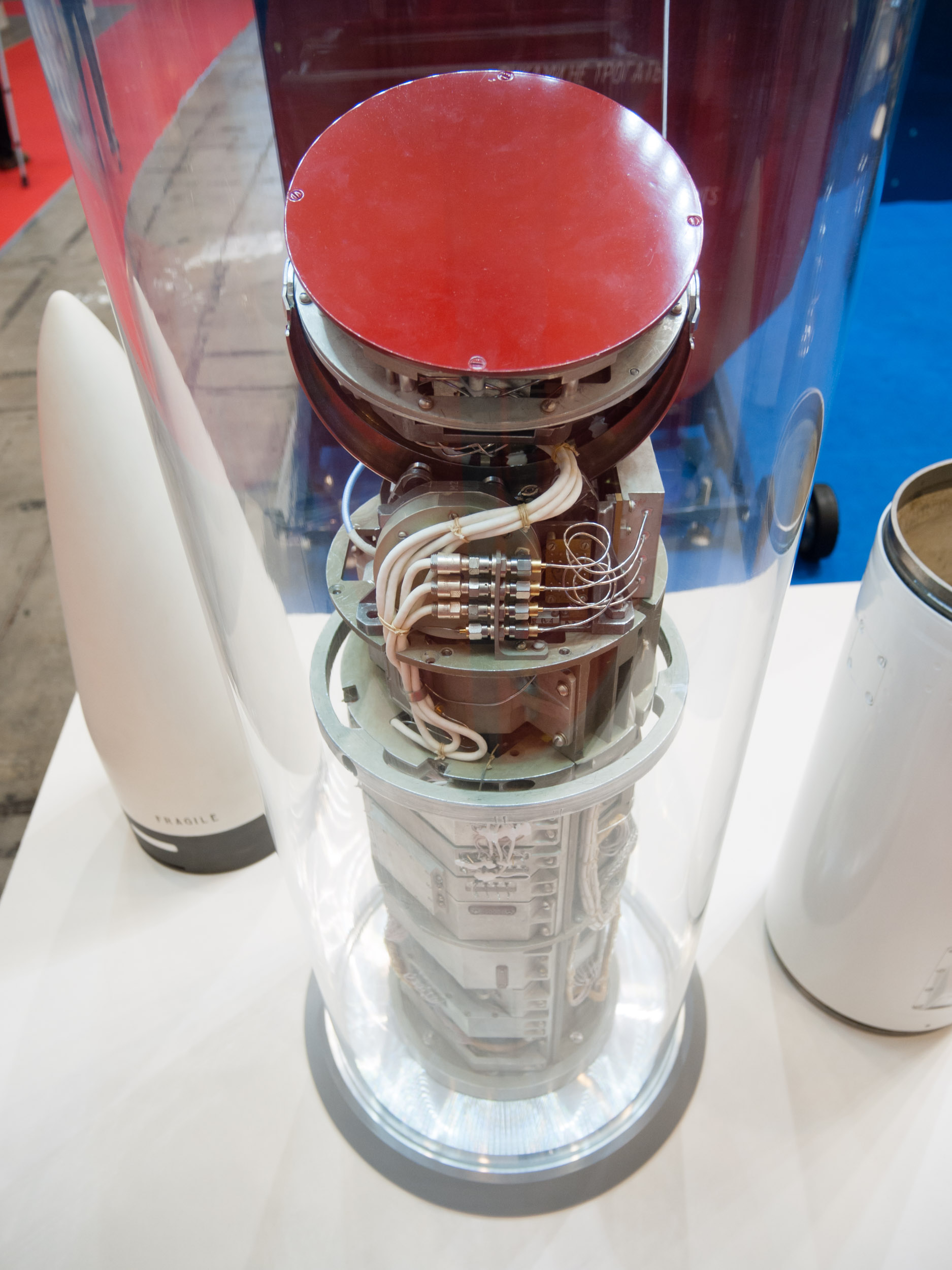
Đầu dò radar chủ động trên tên lửa không đối không

Active radar homing (ARH) hay còn gọi là Dẫn đường bằng radar chủ động là một phương pháp điều khiển tên lửa mà tên lửa bản thân nó có lắp bộ phận phát/thu tín hiệu radar (đối lập với dẫn đường bằng radar bán chủ động, mà chỉ có bộ phận thu tín hiệu và các thiết bị điện tử cần thiết để tìm và theo dõi mục tiêu tự động. Mã hiệu của NATO cho loại tên lửa này khi phóng là fox three.

## Ưu điểm
Tên lửa mang đầu dò radar chủ động có hai ưu điểm chính:
- Tên lửa bắt bám mục tiêu sẽ ngày càng tốt hơn khi tên lửa bay ngày càng gần đến mục tiêu, do đó việc bắt bám mục tiêu của tên lửa sẽ có độ chính xác cao hơn và có khả năng đối phó với nhiễu điện tử của đối phương. Tên lửa mang đầu dò radar chủ động có khả năng tiêu diệt mục tiêu lớn hơn, cùng với việc tên lửa áp dụng phương pháp điều khiển track-via-missile.
- Do tên lửa hoạt động hoàn toàn độc lập ở pha cuối, máy bay mẹ không cần phải bật radar của mình trong pha cuối của tên lửa, và có thể bắt đầu tấn công mục tiêu mới. Đây còn gọi là tính năng Bắn và quên, có độ vượt trội về chiến thuật trong tác chiến không đối không.

## Nhược điểm
- Bởi phần lớn các loại tên lửa sử dụng động cơ rocket vốn không có khả năng tạo ra điện. Điều này có nghĩa là tên lửa đầu dò radar chủ động phải dựa trên nguồn điện từ pin cho bộ phát/thu tín hiệu radar, giới hạn nghiêm trọng năng lượng của tên lửa.
- Tên lửa dẫn đường bằng radar chủ động sẽ đắt hơn đáng kể so với tên lửa dẫn đường bằng radar bán chủ động do radar phức tạp.

## Dẫn đường radar bị động
Nhiều tên lửa có dẫn đường radar bị động có thêm khả năng sau: nếu như mục tiêu sử dụng nhiễu noise, tên lửa sẽ được dẫn đường đến mục tiêu bằng cách hướng thẳng vào nguồn phát nhiễu một cách bị động (home-on-jam).

## Hoạt động
Tên lửa dẫn đường bằng radar chủ động thường sử dụng thêm nhiều phương pháp dẫn đường khác. Trong pha cuối tiếp cận mục tiêu tên lửa sử dụng đầu dẫn đường bằng radar chủ động do bộ phận thu/phát tín hiệu radar phải đủ nhỏ để lắp vừa trong tên lửa và radar được cấp điện từ pin, do đó, có ERP thấp, tầm của tên lửa bị giới hạn. Để khắc phục điều này, phần lớn các tên lửa sử dụng kết hợp điều khiển bằng lệnh với hệ thống định vị tuyến tính (inertial navigation system-INS) giúp tên lửa bay vào tiếp cận mục tiêu đủ gần để có thể tự phát hiện và bắt mục tiêu. Do đó tên lửa cần phải cập nhật dữ liệu dẫn đường cập nhật thông qua datalink từ máy bay mẹ cho đến khi tiếp cận được mục tiêu, trong trường hợp mục tiêu liên tục cơ động, tên lửa có khả năng bay đến vị trí đã định nhưng mục tiêu đã không còn ở vị trí đó. Đôi khi nền tảng phóng (đặc biệt là từ máy bay tiêm kích) sẽ gặp nguy hiểm khi phải giữ liên tục điều khiển tên lửa cho đến khi nó có thể tự hoạt động. Có thể sử dụng một máy bay khác dẫn đường cho tên lửa tiếp cận mục tiêu thay vì máy bay mang phóng tên lửa, ví dụ như sử dụng máy bay chiến đấu khác hoặc có thể là máy bay cảnh báo sớm.
Phần lớn các tên lửa chống tàu sử dụng dẫn đường bằng radar chủ động giai đoạn cuối.
Các tên lửa ARH chống mục tiêu mặt đất hoặc mặt biển sử dụng dẫn đường sóng milimet.

## Danh sách tên lửa
Các ví dụ về tên lửa sử dụng radar dẫn đường chủ động (tất cả đều ở giai đoạn cuối) gồm có:

### Brazil
- Tên lửa chống hạm MANSUP

### Trung Quốc
- DF-21
- DF-25
- DF-26
- HN-2000
- Tên lửa không đối không PL-12 và SD-10 (phiên bản xuất khẩu cho Pakistan)
- Tên lửa không đối không PL-15
- Tên lửa phòng không HQ-9

### Châu Âu
- Tên lửa không đối không Meteor (hợp tác giữa Pháp, Đức, Ý, Tây Ban Nha, Thụy Điển và Vương Quốc Anh)
- MBDA Future Cruise/Anti-Ship Weapon (Pháp, Anh)
- CAMM (dòng tên lửa)
- Aster (dòng tên lửa)

### Pháp
- Tên lửa chống hạm MBDA Exocet
- Tên lửa không đối không và đất đối không MICA (tên lửa)

### Đức
- Tên lửa chống hạm EADS AS.34 Kormoran

### Ấn Độ
- Astra BVRAAM

### Iran
- Tên lửa chống hạm Noor/Ghader
- Tên lửa đất đối không Taer 2

### Israel
- Arrow (dòng tên lửa)
- David's Sling
- Derby (tên lửa)
- Python (tên lửa)

### Nhật Bản
- Type 80 (tên lửa không đối hạm)
- Type 81 (tên lửa) (SAM-1C)
- Type 88 (tên lửa đất đối hạm)
- Type 90 (tên lửa hạm đối hạm)
- Type 91 (tên lửa không đối hạm)
- Type 99 (tên lửa không đối không) (Mitsubishi AAM-4, AAM-4Kai)
- Type 03 (tổ hợp tên lửa đất đối không)
- Type 11 (tên lửa đất đối không)

### Nga
- Tên lửa không đối không tầm xa R-172 (NPO Novator và DRDO hợp tác phát triển)
- Tên lửa không đối không tầm trung Vympel NPO R-27 (AA-10 Alamo) (phiên bản R-27EA)
- Tên lửa không đối không tầm xa Vympel NPO R-37 (AA-13 Arrow)
- Tên lửa không đối không tầm xa Vympel NPO R-33 (AA-9 Amos)
- Tên lửa không đối không tầm trung Vympel NPO R-77 (AA-12 Adder)
- Tên lửa không đối đất Tactical Missiles Corporation Kh-31 (AS-17 Krypton) (phiên bản Kh-31A)
- Tên lửa không đối đất Raduga Kh-15 (AS-16 Kickback) (Kh-15S)
- Tên lửa không đối đất Raduga Kh-59 (AS-13 Kingbolt) (Kh-59MK)
- Tên lửa không đối đất Tactical Missiles Corporation Kh-25 (AS-10 Karen) (Kh-25MA)
- Tên lửa chống tàu Raduga KSR-5 (AS-6 Kingfish)
- Tên lửa chống tàu Raduga KSR-2 (AS-5 Kelt
- Tên lửa chống tàu Raduga Kh-22 (AS-4 Kitchen)
- Tên lửa chống tàu NPO Mashinostroyeniya P-500 Bazalt (SS-N-12 Sandbox)
- Tên lửa chống tàu NPO Mashinostroyeniya P-700 Granit (SS-N-19 Shipwreck)
- Tên lửa chống tàu Raduga P-270 Moskit (SS-N-22 Sunburn)
- Tên lửa chống tàu Tactical Missiles Corporation Kh-35 (SS-N-25 Switchblade)
- Tên lửa chống tàu NPO Mashinostroyeniya P-800 Oniks (SS-N-26)
- Tên lửa chống tàu NPO Novator 3M-54 Klub (SS-N-27 Sizzler)
- Tên lửa phòng không tầm xa S-400 (phiên bản 40N6E, 9M96E2, 9M96E và 9M96)

### Nam Phi
- R-Darter

### Thụy Điển
- Saab Bofors Dynamics RBS-15

### Đài Loan
- Sky Sword II
- Hsiung Feng I
- Hsiung Feng II
- Hsiung Feng IIE
- Hsiung Feng III
- Sky Spear
- Wan Chien
- Yun Feng

### Hoa Kỳ
- Boeing Harpoon
- Hughes Aircraft Company AIM-47 Falcon
- Lockheed Martin AGM-114L Hellfire Longbow
- Lockheed Martin MIM-104 Patriot (MIM-104F PAC-3)[3]
- Martin Marietta Pershing II
- Raytheon AIM-54 Phoenix
- Raytheon AIM-120 AMRAAM
- Raytheon GBU-53/B StormBreaker
- Raytheon RIM-174 Standard ERAM (Standard Missile 6)
- Raytheon AGM-88 HARM (phiên bản E và G).